# 上原敏
上原敏（1908年8月26日—1944年7月29日）是一位日本流行歌手、军人。太平洋战争期间，他在新几内亚战役中戰死。

## 生平
上原敏原名松本力治，生于日本秋田县大馆市。他从專修大學毕业后，于1936年凭借歌曲《月見踊り》进入乐坛，並與宝丽多唱片日本分部簽約。他的歌曲包括1937年的《流転》。
上原敏于1943年入伍，之后被派到新幾內亞，最终于1944年7月29日在战斗中阵亡。

## 遗产
1976年，人们在上原敏的故乡大馆市为他建了一座纪念碑。